# 松阪牛協議会
松阪牛協議会（まつさかぎゅうきょうぎかい）は、松阪牛の生産農家と関連する地方自治体、研究機関等により構成される任意団体。
松阪牛の食品としての安全･安心を提供する「松阪牛個体識別管理システム」の事業主体として、松阪牛生産の振興と品質向上に取り組む。
設立年月日は、2004年11月1日。肥育頭数は9,900頭。
会員数は肥育農家117戸、3市6町（松阪市、津市、伊勢市、多気郡多気町、多気郡明和町、多気郡大台町、度会郡玉城町、度会郡大紀町、度会郡度会町）。

## 取り組み
- 1.松阪牛生産振興
  - 松阪牛の安定供給
  - 特産松阪牛の振興
  - 松阪肉牛共進会などの協賛、他
- 2. 松阪牛の安全・安心への積極的な取り組み
  - 松阪牛個体識別管理システムの運用
  - 松阪牛の安全安心等の積極的な情報発信
- 3. 松阪牛の生産調査および研究
  - 生産者の意向調査
  - 品質向上のための研究や研修